# Epilobium duriaei
Epilobium duriaei là một loài thực vật có hoa trong họ Anh thảo chiều. Loài này được J.Gay ex Godr. mô tả khoa học đầu tiên năm 1848.